# میدان آتشفشانی آزرو
میدان آتشفشانی آزرو (به فرانسوی: Azrou volcanic field) یک کوه در مراکش است. میدان آتشفشانی آزرو ۱٬۷۸۵ متر بالاتر از سطح دریا واقع شده‌است.